# Nikolai Raychenko
Nikolai Mikhaylovich Raychenko (tiếng Nga: Николай Михайлович Райченко; sinh ngày 5 tháng 7 năm 1994) là một tiền vệ bóng đá người Nga. Anh thi đấu cho FC Luki-Energiya Velikiye Luki.

## Sự nghiệp câu lạc bộ
Anh có màn ra mắt tại Russian Second Division cho FC Pskov-747 Pskov vào ngày 14 tháng 8 năm 2012 trong trận đấu với F.K. Spartak Kostroma.